# Stora Kils distrikt
Stora Kils distrikt är ett distrikt i Kils kommun och Värmlands län. Distriktet ligger omkring Kil i mellersta Värmland.

## Tidigare administrativ tillhörighet
Distriktet inrättades 2016 och utgörs av Stora Kils socken i Kils kommun.
Området motsvarar den omfattning Stora Kils församling hade vid årsskiftet 1999/2000.

## Tätorter och småorter
I Stora Kils distrikt finns en tätort och tre småorter.

### Tätorter
- Kil

### Småorter
- Skommita
- Säbytorp
- Tolita

### Övriga orter
- Fryksta
- Hannäs